# Plzeňské městské dopravní podniky

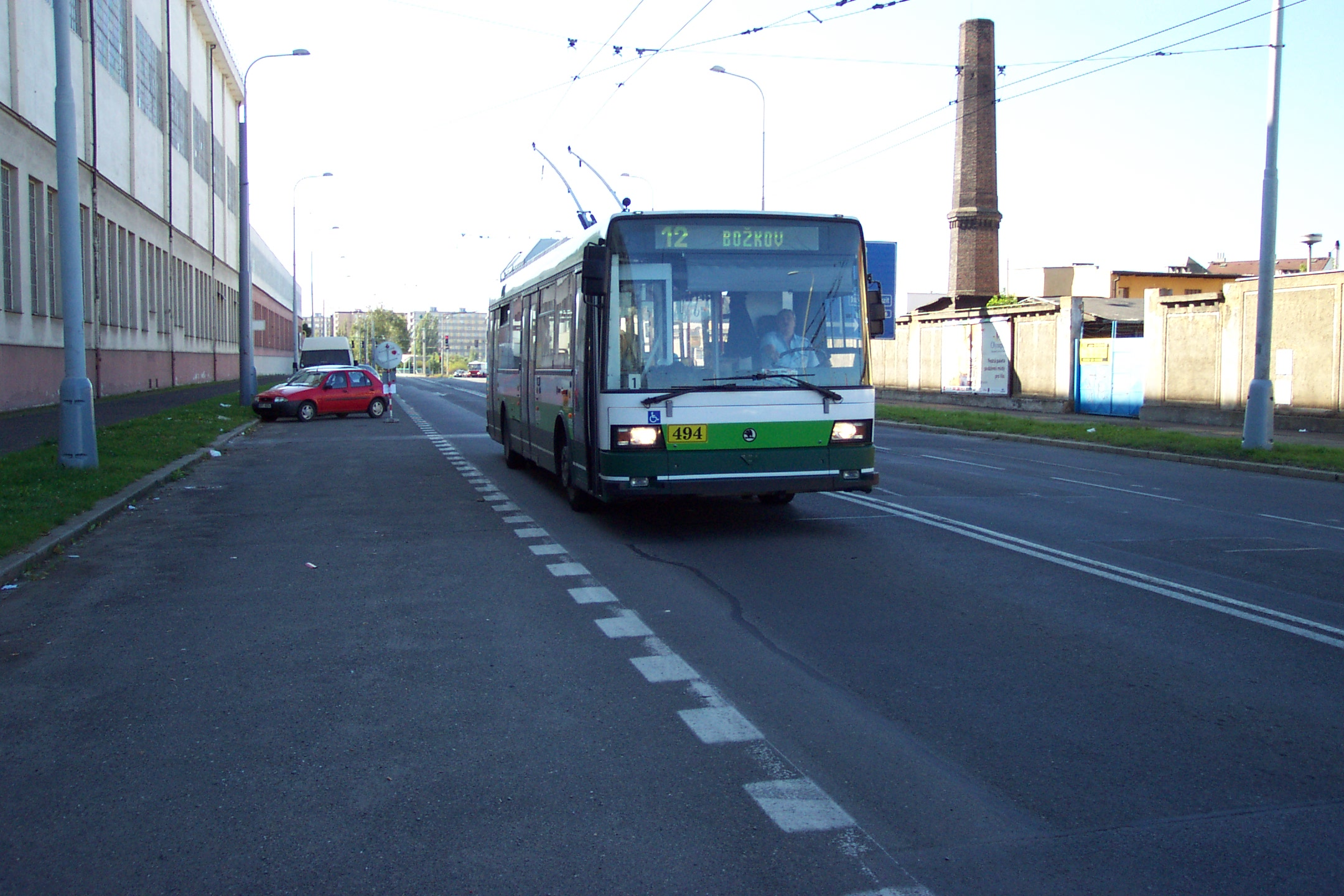
Plzeň: filobus Škoda Holding 21Tr del PMDP n. 494 sulla linea 12

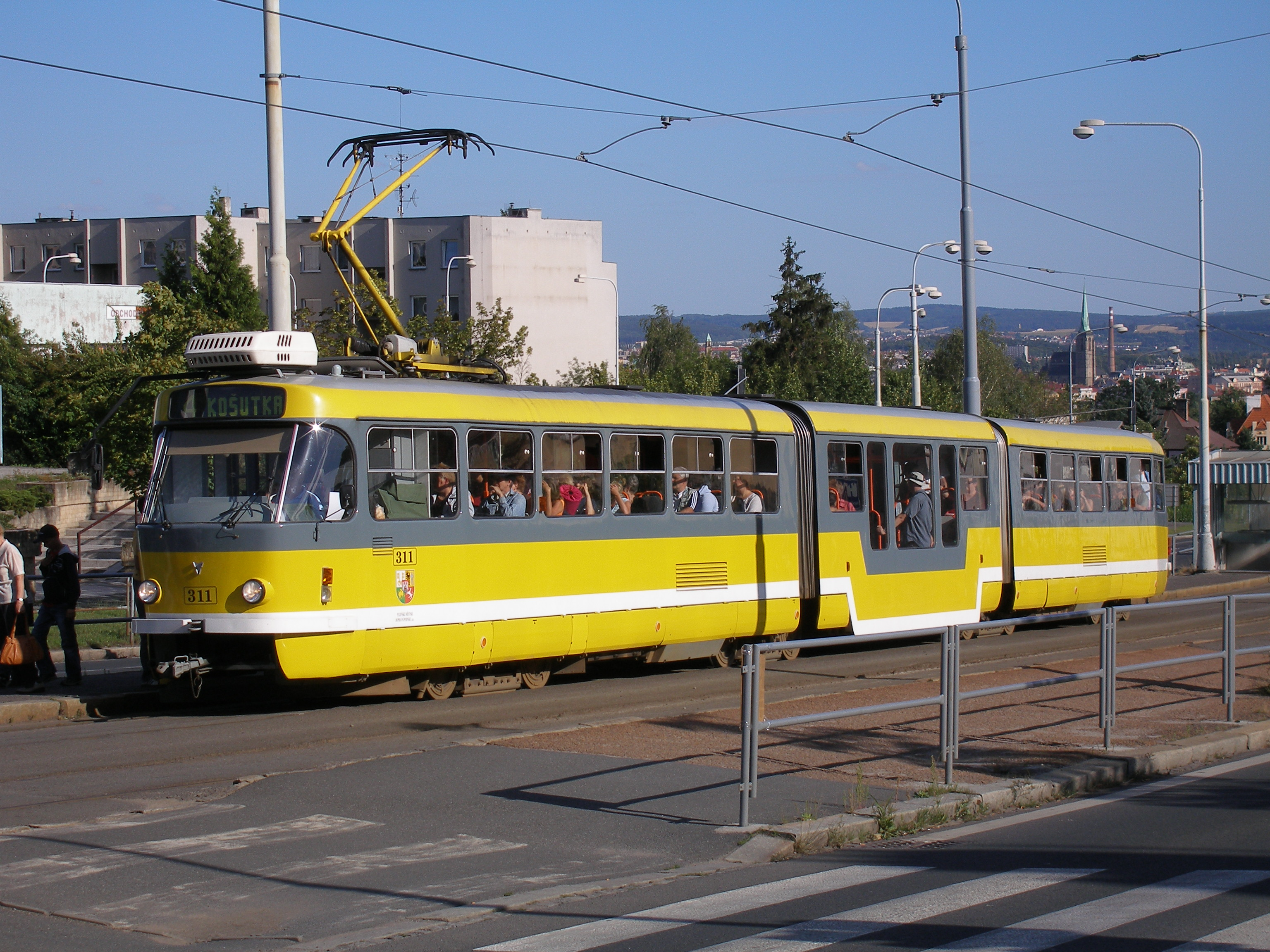
Plzeň: tram Tatra K3R-NT del DPMB n. 311 sulla linea 4

PMDP, sigla di Plzeňské městské dopravní podniky, è l'azienda che svolge il servizio di trasporto pubblico a Plzeň, città della Repubblica Ceca.

## Esercizio
Il PMDP dispone delle seguenti tipologie di mezzi pubblici:
- autobus, distribuiti in oltre 20 linee
- filobus, immessi in servizio nel 1941 ed oggi instradati su 6 linee
- tram, a trazione elettrica, introdotti nel 1899 e presenti in 4 linee.

## Parco aziendale

### Autobus e Autosnodati
- Karosa (non più in servizio)
- Irisbus Citybus 12m (6 pezzi, 1999-2004, termineranno il servizio entro la fine del 2015)
- Irisbus Citelis 12m (18 pezzi, 2005-2008)
- Solaris Urbino 15 II (5 pezzi, 2002-2005, termineranno il servizio entro la fine del 2015)
- Solaris Urbino 15 III (12 pezzi, 2002-2012)
- Solaris Urbino 18 III (32 pezzi, 2007-2015)
- SOR B9.5 (4 pezzi, 2002, termineranno il servizio entro la fine del 2015)
- SOR NB12 (41 pezzi+ordini, 2010-2015)

### Filobus e Filosnodati
Sono di produzione Škoda:
- Škoda 14Tr, in parte rimodernati (Škoda 14TrM)
- Škoda 15Tr e Škoda 15TrM
- Škoda 21Tr
- Škoda 24Tr
- Škoda 26Tr - prototipo

### Tram e Tram snodati
Sono di costruzione Škoda (modelli Tatra T3, Tatra KT8D5 e 03T in parte rimodernati).